# Избранница Луны
«Избра́нница Луны́» — манга в жанре фэнтези, изданная Bubble Manga, импринтом российского издательства комиксов Bubble Comics. Первый выпуск увидел свет 1 июля 2020 года. Является первой серией манги, которую издала Bubble Manga. Сценаристом выступил Гилберт Бриссен, а художницей — Наталья Ререкина, оба автора из Украины. Сюжет манги повествует о молодом парне по имени Берт, который хочет добиться расположения девушки по имени Индель. Для этого он заключает сделку с колдуньей, живущей в лесу, но это становится началом его злоключений.
Мангу хорошо восприняли критики: отмечали высокое качество прорисовки иллюстраций и хорошо прописанный сюжет. «Избранница Луны» стала серебряным призёром Japan International Manga Award, международного конкурса манги, проводимого в Японии.

## Сюжет
Действие разворачивается в средневековой стране, в канун Новолуни, а сюжет повествует о молодом парне-простолюдине по имени Берт, который влюблён в девушку благородного происхождения по имени Индель. Берт идёт свататься к Индель, надев дорогой кафтан и подпоясавшись саблей, но та отвергает его, не желая выходить замуж за кого бы то ни было. Чтобы добиться своего, Берт отправляется в лес искать колдунью, которая способна ему помочь. Многие, кто до этого попадал к колдунье в лес, либо не возвращались, либо возвращались проклятыми.
Берт просит колдунью сделать так, чтобы Индель его полюбила. Взамен та требует самое дорогое, что у него есть, поэтому Берт решает отдать ведьме свою саблю. Тем временем Индель узнаёт, что Берт отправился в лес на верную погибель, и начинает сожалеть о том, что так с ним обошлась. Она отправляется за ним в лес, находит его и помогает ему выбраться. Сразу после этого Берт, чтобы проверить, исполнила ли колдунья договор, просит руки у Индель, и та, не колеблясь, даёт согласие. Начинаются приготовления к свадьбе, но Берт вскоре осознаёт, что Индель не настоящая — она подменена ведьмой.
Лже-Индель подставляет Берта и настраивает против него родственников невесты, несмотря на попытки Берта доказать, что он невиноват. Берта бросают в темницу, но его друг, Калеб, помогает ему сбежать. Берт бежит обратно в лес, чтобы спасти Индель от колдуньи. В итоге он её находит, но обнаруживает, что та превратилась в лунную тварь. В ужасе Берт убегает прочь, несмотря на мольбы Индель. В деревне обнаруживают, что Берт сбежал, но когда родственники обнаруживают на выходе из леса его вместе с изменившейся Индель, то разбегаются от страха.
Индель осознаёт, во что она превратилась, и не может поверить в происходящее. Берт всё же берёт себя в руки и решает снова найти ведьму, чтобы заставить её расколдовать девушку. Индель ведёт его к ней, утверждая, что способна чувствовать её присутствие. По дороге Берт и Индель обнаруживают гору трупов, в которых завелись лоскутные духи. Чтобы одолеть их, Берт хочет завязать себе глаза и заткнуть уши, поскольку духи видят и слышат только тех людей, кто видит и слышит их, однако ему предлагает это сделать Индель — она уже не совсем человек, и может направлять удары саблей Берта.
После стычки с духами Берт приходит к выходу, что здесь находится колдун, которому и принадлежали духи, и он помешает договориться с ведьмой. Чтобы трупы не превратились в лунных тварей из-а плача лунного младенца, Берт сжигает весь караван. Впоследствии Берт и Индель сталкиваются с ленточным колдуном и побеждают его, однако дальше Индель идти не может, и Берт идёт к ведьме один. Ведьма рассказывает Берту суть происходящего: Давным-давно в этом мире жил бог, спавший в железной луне, а когда он исчез, в мире воцарился хаос. Маг собрал избранных дев для рождения новой луны якобы для спасения мира, а на деле он хотел сам занять место бога. Избранницы сберегли их общее дитя от него, но спустя тысячелетия многие из избранниц изменились. Матерям луны регулярно нужны новые тела, чтобы перерождаться, а лоскутные колдуны, потомки мага, ведут с ними войну, чтобы добраться до младенца — одним из них и был лоскутный колдун, который охотился за колдуньей и которого убил Берт. Колдунья предлагает Берту новый договор для спасения Индель: она заново родится, а Берт воспитает её, как родную дочь, а если кто-нибудь спросит, откуда младенец, Берт соврёт, что спас его от колдуньи. Берт даёт согласие.
В итоге Берт женится на Индель, берёт младенца-колдунью на воспитание и отправляется с ними в путь, примкнув к каравану.

## Создание и выпуск
Сценаристом манги является украинский автор Гилберт Бриссен (настоящее имя — Серафим Онищенко), который также известен созданием настольной игры Domus et Animae, а также работал в разработке игр, в частности, он был нарративным дизайнером в студии Frogwares и работал над игрой The Sinking City. Художницей выступила Наталья Ререкина, также с Украины. До «Избранницы Луны» они вместе с Бриссеном выпустили мангу «Собиратель птиц», которая заняла третье место на конкурсе среди нескольких сотен работ из 61 страны мира. «Избранница луны» является первой из изданных Bubble Manga, импринтом издательства Bubble Comics, созданным для издания оригинальной русскоязычной манги.
В книжном издании Бриссен и Ререкина дали комментарии по созданию манги. Во все женские наряды в манге Ререкина добавила изображение глаза в качестве оберега от злых духов. Бриссен придумал образ порченой Индель, основываясь на морских слизнях и гусеницах, кроме того, планировалось, что у неё будут створки, прикрывающие лицо. Ведьму хотели сначала сделать уродливой старухой, но затем сделали её красивой женщиной с большим количеством элементов глубоководных моллюсков. Над раскадровкой комикса Ререкина и Бриссен работали вместе, обсуждая происходящее прямо во время творческого процесса.
Впоследствии вышло продолжение манги под названием «Леди Сияния».

## Отзывы и значимость
Лилия Морошкина, обозревательница портала GeekCity, в обзоре на первый выпуск отметила, что из всех новинок Bubble Comics именно «Избранница Луны» больше всех её заинтересовала. При этом первая глава внесла мало ясности в происходящее в сюжете, кроме имён главных героев. Вторая глава сумела её увлечь прошлым героев, а третья очень порадовала Морошкину своим развитием истории. В четвёртом выпуске Морошкина отметила, что «события в комиксе побежали с такой скоростью, что не успеваешь перевести дух», и что сюжет манги наконец-то «раскачался», и сюжетный поворот в ней способен шокировать. В пятом выпуске обозреватель отметила растущие отношения Берта и Индель. Шестой же выпуск, завершающий, показался Морошкиной несколько скомканным, а середина манги, наоборот, несколько более затянутой, чем надо, но, тем не менее, по итогу манга была оценена хорошо. Рецензент отметила, что как первая глава большой саги «Избранница Луны» хорошо себя проявляет, но для завершённого произведения в ней слишком много недосказанностей. По итогу Морошкина крайне советовала эту мангу к прочтению. Помимо этого, ей также был отмечен псевдославянский колорит истории и работа Натальи Ререкиной над иллюстрациями.
Олег Ершов в своей рецензии для ComicsBoom также отмечал восточноевропейский колорит сеттинга манги в духе позднего Средневековья или Нового времени. По словам Ершова, первый выпуск достаточно внятно проясняет экспозицию и задаёт правила мира произведения, а её сценарист, Гилберт Бриссен, показывает себя профессионалом своего дела. Работа художницы, Натальи Ререкиной, Ершову напомнила стиль мангак Кэнтаро Миуры и Наоки Урасавы. Рецензент выделил хорошую прорисовку иллюстраций, умелое использование скринтонов (что, по его словам, несвойственно для работ российских художников, созданных под влиянием японской манги).
«Избранница Луны» стала серебряным призёром премии Japan International Manga Award, международного конкурса манги, проводимого в Японии для поощрения неяпонских авторов манги.

### Коллекционные издания
- Гилберт Бриссен. Избранница Луны. — Bubble Manga, 2021. — 210 с. — ISBN 978-5-6044312-9-0.